# Olympische Jugend-Winterspiele 2016/Teilnehmer (Mazedonien)
| Gelbes Symbol für Goldmedaillen mit stilisierten Olympischen Ringen | Graues Symbol für Silbermedaillen mit stilisierten Olympischen Ringen | Braundes Symbol für Bronzemedaillen mit stilisierten Olympischen Ringen |
| ------------------------------------------------------------------- | --------------------------------------------------------------------- | ----------------------------------------------------------------------- |
| —                                                                   | —                                                                     | —                                                                       |

Mazedonien nahm an den Olympischen Jugend-Winterspielen 2016 in Lillehammer mit zwei Athleten in zwei Sportarten teil.

## Sportarten

### Ski Alpin
| Jungen          |              |             |     |         |     |             |     |
| Luka Božinovski | Super-G      |             |     |         |     | DNF         | DNF |
| Luka Božinovski | Riesenslalom | 1:24,34 min | 33  | DNF     | DNF | DNF         | DNF |
| Luka Božinovski | Slalom       | DNF         | DNF | DNF     | DNF | DNF         | DNF |
| Luka Božinovski | Kombination  | 1:15,35 min | 33  | 45,81 s | 25  | 2:01,16 min | 24  |

### Skilanglauf
| Athleten    | Wettbewerb       | Qualifikation | Qualifikation | Viertelfinale      | Viertelfinale      | Halbfinale         | Halbfinale         | Finale             | Finale             |
| Athleten    | Wettbewerb       | Zeit          | Rang          | Zeit               | Rang               | Zeit               | Rang               | Zeit               | Rang               |
| ----------- | ---------------- | ------------- | ------------- | ------------------ | ------------------ | ------------------ | ------------------ | ------------------ | ------------------ |
| Jungen      |                  |               |               |                    |                    |                    |                    |                    |                    |
| Stavre Jada | Cross            | 3:39,99 min   | 43            |                    |                    | nicht qualifiziert | nicht qualifiziert | nicht qualifiziert | nicht qualifiziert |
| Stavre Jada | Sprint klassisch | 3:35,43 min   | 44            | nicht qualifiziert | nicht qualifiziert | nicht qualifiziert | nicht qualifiziert | nicht qualifiziert | nicht qualifiziert |
| Stavre Jada | 10 km Freistil   |               |               |                    |                    |                    |                    | 26:46,4 min        | 34                 |